# Audiokinetic
音頻動能（Audiokinetic）是一家位于加拿大魁北克省魁北克市的软件公司，主要为电子游戏行业开发音频软件，公司最知名的產品為Wwise。2019年1月8日，被索尼互動娛樂公司宣布收购，1月31日收购完成。